# Baltimoretroepiaal
De baltimoretroepiaal (Icterus galbula) is een zangvogel uit de familie van de troepialen. De wetenschappelijke naam van de soort werd in 1758 als Coracias galbula gepubliceerd door Carl Linnaeus. De naam 'galbula' was bij Ulisse Aldrovandi en George Edwards in gebruik als geslachtsnaam voor een vogel die Linnaeus als synoniem noemt onder de wielewaal (in de oorspronkelijke publicatie één soort hoger dan de baltimoretroepiaal). In het Latijn is 'galbulus' een kleine geelgroene vogel, mogelijk een wielewaal.

## Kenmerken
De baltimoretroepiaal is ongeveer 18 tot 20 centimeter lang van snavelpunt tot staartuiteinde. Kenmerkend voor een volwassen mannetje is de zwarte kop, in combinatie met een opvallend oranjegele buik, zwarte vleugels, oranje stuit en donkere staart waarbij het uiteinde van de buitenste staartpennen weer oranje is. Beide geslachten hebben witte vleugelstrepen. Het vrouwtje is veel minder opvallend. Van boven is ze olijfgroen van onder een lichtgele buik naar boven toe wat donkerder wordend tot roodbruin. Sommige vrouwtjes hebben een zwarte kop. Verder heeft ze een dubbele vleugelstreep.

## Verspreiding en leefgebied
De vogel broedt in een groot deel van het oosten van Noord-Amerika en overwintert in Midden- en Zuid-Amerika. Het is een vogel van half open landschappen met grote bomen uit de iepenfamilie.
Het is een trekvogel die in zeldzame gevallen afdwaalt naar Europa. In Groot-Brittannië werd deze meer dan 23 keer gezien. Er zijn ook bevestigde waarnemingen in IJsland en Noorwegen; in Nederland is de troepiaal twee keer gezien, in 1987 (op Vlieland) en eind 2009 (Oudorp).

## Status
De baltimoretroepiaal heeft een enorm groot verspreidingsgebied en daardoor is de kans op de status kwetsbaar (voor uitsterven) uiterst gering. De grootte van de populatie wordt geschat op 6 miljoen volwassen vogels en verondersteld wordt dat deze aantallen stabiel blijven. Om deze redenen staat deze Amerikaans trekvogel als niet bedreigd op de Rode Lijst van de IUCN.

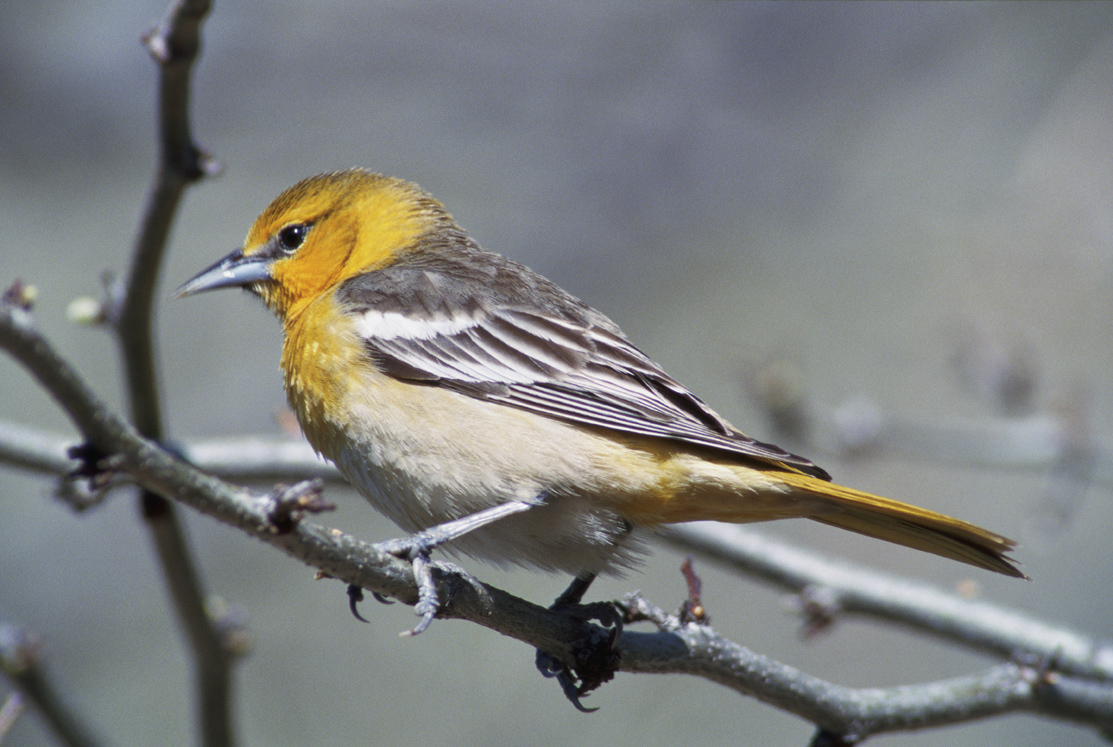
Vrouwtje